# آرسن بالابکیان
آرسن آرمنی بالابکیان (ارمنی: Արսեն Արմենի Բալաբեկյան؛ زادهٔ ۲۴ نوامبر ۱۹۸۶ در ایروان) یک بازیکن فوتبال در پست مهاجم اهل ارمنستان است.

## باشگاهی
از باشگاه‌هایی که در آن بازی کرده‌است می‌توان به بانانتس، آلاشکرت، کوتایک، آرارات ایروان و اولیس اشاره کرد.

## تیم ملی
وی همچنین در زیر ۲۱ سال ارمنستان و تیم ملی فوتبال ارمنستان بازی کرده‌است. بالابکیان نخستین بازی ملی خود را که یک بازی دوستانه بود در تاریخ ۱۱ فوریه ۲۰۰۹ در لیماسول در مقابل لتونی انجام داده‌است.